# Samuel Brenton Whitney
Samuel Brenton Whitney (4 de junio de 1842 - 3 de agosto de 1914) fue un organista, director y compositor estadounidense. Su obra estuvo principalmente compuesta por música religiosa y música de cámara.

## Biografía
Samuel Brenton Whitney nació en Woodstock (Vermont), el 4 de junio de 1842. Fue discípulo de los compositores Charles Wels en Nueva York y posteriormente de John Knowles Paine en Cambridge (Massachusetts), donde consiguió su primer nombramiento como organista. Llegó a ser considerado como el mejor intérprete de Johann Sebastian Bach en Estados Unidos y fue nombrado profesor de órgano y conferenciante de música en la Universidad de Boston y el Conservatorio de Música Nueva Inglaterra. En 1871 fue nombrado organista y director del coro de la Iglesia del Adviento en Boston. Sus composiciones incluyeron muchos himnos y otras piezas religiosas, canciones, música para piano, sonatas, transcripciones y arreglos para órgano. 
Falleció en la casa de su hermana en Woodstock el 3 de agosto de 1914.